# Europa Star
L'Europa Star (Etoile de l'Europe) ou European Silver Program regroupe l'ensemble des émissions de pièces de monnaie commémoratives, ayant un poinçon particulier pour les reconnaître. 

## Principe
L'Europa Star a été mis en place par l'Union européenne, en 2004, dans le but de célébrer un thème commun aux États membres de l'Union européenne en émettant une ou plusieurs pièces sur ce thème. Chaque année le thème est différent et évoque une vision de l'identité européenne. Chaque État membre peut ou non participer à ce programme volontairement. Les pièces émises ont comme unité monétaire celle en vigueur au moment de l'émission de la pièce par le pays membre de l'Union européenne.

## Règles
Les pièces émise en euro, doivent être différentes de celles destinées à la circulation, et ont cours légal uniquement dans le pays qui a émis la pièce. Même si un pays membre de la Zone euro émet une pièce commémorative de 2 euros qui a le même thème que l'European Silver Program, le poinçon du programme ne peut y être apposé. 
Si un pays lors de sa participation au programme décide d'émettre la même année plusieurs pièces sur le même thème, mais de valeurs faciales différentes, celles-ci doivent avoir un motif identique.
Les pièces de l'Europa Star sont en général émises dans des métaux comme l'or ou l'argent, mais il peut y en avoir en cupronickel. Des pièces Europa Star peuvent se trouver en circulation si un pays émetteur l'a voulu, mais elles n'ont cours légal que dans ce pays.  
Le poinçon est la marque obligatoire qui doit être apposée sur les pièces qui participent au programme de l'Europa Star.
À partir de 2016, l'avers comporte un principe graphique commun pour l'ensemble des pays. Il est composé d'une grande étoile et de trois cercles concentriques. Dans le cercle extérieur est indiqué le thème de l'année. Dans le cercle du milieu est mentionné le nom du pays émetteur.  Le cercle central reprend un symbole différent pour chaque pays. La France a choisi l'allégorie de l'Europe déjà utilisée, la Finlande y placera le lion héraldique et l'Espagne l'effigie du roi Felipe VI

## Poinçon
Le poinçon représente un E comme le signe € et une étoile stylisés. Ce poinçon doit être visible à l'œil nu mais ne doit pas faire partie intégrante du design de la pièce. Le poinçon a été conçu par le finlandais Hannu Veijalanen et utilisé pour la première fois sur une pièce de 5 euros de l'Autriche en 2004.

## Thèmes
- 2004 - Élargissement de l'UE
- 2005 - La paix et la liberté
- 2006 - Personnalités européennes
- 2007 - Réalisations européennes
- 2008 - Patrimoine culturel
- 2009 - Patrimoine européen
- 2010 - Architecture européenne
- 2011 - Les Grands explorateurs européens
- 2012 - Les artistes européens
- 2013 - Les écrivains européens
- 2014 - Les compositeurs européens
- 2015 - 70 ans de paix en Europe
- 2016 - Europe contemporaine
- 2017 - L'époque romantique et moderne
- 2018 - L'époque baroque et rococo
- 2019 - L'époque renaissance
- 2020 - L'époque gothique